# HIP 67522 b
HIP 67522 bとは、ケンタウルス座の方向に約490光年離れた場所に位置する恒星 HIP 67522 の周りを公転している太陽系外惑星である。

## 概要
HIP 67522 bは、スピッツァー宇宙望遠鏡が観測したデータをもとにして2020年に発見された。
HIP 67522 bはホット・ジュピターである。また、HIP 67522系ではHIP 67522 bのほかにHIP 67522 cの太陽系外惑星候補も発見されている。

## 形成方法
HIP 67522 bの主星であるHIP 67522は、まだ誕生してから約1700万年しか経っていない若い恒星であるが、そうなるとHIP 67522 bも年齢は1700万年以下という事になる。これは、巨大ガス惑星（木星型惑星）が短期間のうちに形成される可能性があることを表している。ホット・ジュピターが恒星に近い場所を公転する理由にはいくつかの理由があるとされているが、HIP 67522 bの場合は恒星の遠くで惑星が形成され、それから惑星が恒星の近くまで移動し、ホット・ジュピターになったと考えられている。